# Step Up to the Microphone
Step Up to the Microphone é o oitavo álbum de estúdio da banda Newsboys, lançado a 30 de Junho de 1998.

## Faixas
1. "WooHoo" – 3:15
2. "Step Up to the Microphone" – 3:43
3. "Entertaining Angels" – 4:19
4. "Believe" – 4:33
5. "Tuning In" – 4:17
6. "Truth Be Known - Everybody Gets a Shot" – 4:00
7. "Deep End" – 4:05
8. "Hallelujah" – 3:55
9. "The Tide" – 5:00
10. "Always" – 5:01

## Tabelas
Álbum
| Tabela (1998)              | Posição |
| -------------------------- | ------- |
| Billboard 200              | 61      |
| Top Contemporary Christian | 1       |

## Créditos
- Peter Furler - Vocal, bateria, guitarra
- Phil Joel - Vocal, baixo, guitarra
- Jody Davis - Guitarra ritmica, baixo, vocal
- Jeff Frankenstein - Teclados, vocal
- Duncan Phillips - Percussão, bateria, vocal